# Perjasica
Perjasica is een plaats in de gemeente Barilović in de Kroatische provincie Karlovac. De plaats telt 34 inwoners (2001).